# Jiří Vokněr
Jiří Vokněr (ur. 12 maja 1931 w Zábrdovicach, ob. części miejscowości Křinec, zm. 29 maja 2018 w Nymburku) – czeski kajakarz, kanadyjkarz, mistrz świata, olimpijczyk. W casie swojej kariery reprezentował Czechosłowację.

## Życiorys
Ukończył gimnazjum w Nymburku i studia medyczne na Uniwersytecie Karola w Pradze, które ukończył z tytułem doktora medycyny w 1956. Pracował w szpitalach w Pradze do 1968, a następnie wyemigrował do Szwajcarii, gdzie kontynuował praktykę lekarską na oddziale chirurgicznym szpitala we Flawilu. W 2003 powrócił do Czech i zamieszkał w Nymburku, mieście, którego honorowym obywatelem był od 21. października 1998.

## Kariera sportowa
Zdobył złoty medal w wyścigu kanadyjek jedynek (C-1) na dystansie 10 000 metrów (wyprzedzając swego kolegę z reprezentacji Czechosłowacji Františka Čapka i Istvána Hernka z Węgier) oraz zajął 4. miejsce  w wyścigu jedynek na 1000 metrów na mistrzostwach świata w 1954 w Mâcon. Zajął 4. miejsce w wyścigu jedynek na 10 000 metrów na igrzyskach olimpijskich w 1956 w Melbourne. Na mistrzostwach świata w 1958 w Pradze zdobył dwa srebrne medale w konkurencji kanadyjek jedynek: na 1000 metrów (pomiędzy zawodnikami radzieckimi Giennadijem Bucharinem i Jurijem Winogradowem) oraz na 10 000 metrów (za Bucharinem, a przed Nichiforem Tararą z Rumunii).
Dwanaście razy zdobywał mistrzostwo Czechosłowacji w wyścigach C-1 na 1000 metrów i na 10 000 metrów.